# Elecciones presidenciales de Malí de 2018
Las elecciones presidenciales se realizaron en Mali el 29 de julio de 2018, con una segunda vuelta programada para el 12 de agosto de 2018. El presidente actual Ibrahim Boubacar Keïta del partido Asamblea por Malí fue reelecto para otro mandato.

## Sistema electoral
El Presidente de Mali es electo por voto de mayoría absoluta con utilización de la segunda vuelta electoral, para servir un mandato de 5 años.

## Resultados
| Candidato                 | Partido                                                 | Primera vuelta | Primera vuelta | Segunda vuelta | Segunda vuelta |
| Candidato                 | Partido                                                 | Votos          | %              | Votos          | %              |
| ------------------------- | ------------------------------------------------------- | -------------- | -------------- | -------------- | -------------- |
| Ibrahim Boubacar Keïta    | Asamblea por Malí                                       | 1,333,813      | 41.42          | 1,798,632      | 67.17          |
| Soumaïla Cissé            | Unión por la República y la Democracia                  | 573,111        | 17.80          | 879,235        | 32.83          |
| Aliou Diallo              |                                                         | 256,167        | 7.95           |                |                |
| Cheick Modibo Diarra      |                                                         | 240,290        | 7.46           |                |                |
| Housseini Amion Guindo    | Convergencia para el Desarrollo de Mali                 | 125,153        | 3.89           |                |                |
| Oumar Mariko              |                                                         | 74,755         | 2.32           |                |                |
| Modibo Kone               |                                                         | 73,461         | 2.28           |                |                |
| Choguel Kokala Maiga      |                                                         | 69,012         | 2.14           |                |                |
| Harouna Sankare           |                                                         | 56,994         | 1.77           |                |                |
| Mamadou Oumar Sidibe      |                                                         | 52,976         | 1.64           |                |                |
| Modibo Sidibe             | Fuerzas alternativas para la renovación y la emergencia | 45,925         | 1.43           |                |                |
| Kalfa Sanogo              |                                                         | 39,083         | 1.21           |                |                |
| Mamadou Diarra            |                                                         | 36,048         | 1.12           |                |                |
| Modibo Kadjoke            |                                                         | 30,592         | 0.95           |                |                |
| Moussa Sinko Coulibaly    |                                                         | 29,540         | 0.92           |                |                |
| Adama Kane                |                                                         | 26,086         | 0.81           |                |                |
| Daba Diawara              |                                                         | 23,027         | 0.72           |                |                |
| Mountaga Tall             |                                                         | 20,300         | 0.63           |                |                |
| Dramane Dembele           | Partido Africano para la Solidaridad y la Justicia      | 18,091         | 0.56           |                |                |
| Mohamed Ali Bathily       |                                                         | 17,549         | 0.54           |                |                |
| Hamadoun Toure            |                                                         | 16,715         | 0.52           |                |                |
| Yeah Samake               |                                                         | 15,861         | 0.49           |                |                |
| Mamadou Traore            |                                                         | 15,303         | 0.48           |                |                |
| Madame Djeneba N'diaye    |                                                         | 11,609         | 0.36           |                |                |
| Votos en blanco/inválidos | Votos en blanco/inválidos                               |                | –              |                | –              |
| Total                     | Total                                                   | 3,204,461      | 100            | 2,763,339      | 100            |
| Participación             |                                                         |                |                |                |                |
| Fuente: Gobierno de Mali  |                                                         |                |                |                |                |